# Quercus gambleana
Quercus gambleana és una espècie de roure que pertany a la família de les fagàcies i està dins del subgènere Cyclobalanopsis, del gènere Quercus.

## Descripció
Quercus gambleana és un arbre que creix fins a 20 metres d'alçada. Les branques són tomentoses, glabrescents, densament lenticel·lades amb lenticel·les de color marró, aixecades. El pecíol de 3-4 cm és tomentós estelat grisenc. El limbe de la fulla és oblong-el·líptic a el·líptic-lanceolat, de 12-20 × 2-5 cm, abaxialment densament tomentosa estelada de color marró pàl·lid, la base és arrodonida a àmpliament cuneada, el marge és serrat i l'àpex és acuminat; abaxialment el nervi central és prominent i adaxialment és impressionat; els nervis secundaris de 16 a 24 a cada costat del nervi central; els nervis terciaris abaxialment foscos. Les inflorescències femenines neixen cap a l'àpex dels nous brots, axil·lars, solitàries, d'1 cm aproximadament, tomentoses. La cúpula és cupular d'1 × 1,5-1,8 cm aproximadament, que tanca aproximadament 1/2 de la gla, a l'exterior és tomentosa de color marró pàl·lid, a l'interior de color marró pàl·lid sedosa, i amb una paret d'1 mm de gruix aproximadament; bràctees en 5-7 anells, marge denticulat. Les glans són ovoides a el·lipsoides d'uns 2 × 1,5 cm, peludes, glabrescents i les seves cicatrius d'uns 8 mm de diàmetre, lleugerament convexes. Les flors floreixen entre abril i maig i fructifiquen entre octubre i novembre.

## Distribució i hàbitat
Quercus gambleana creix al sud-oest de la Xina (a les províncies de (Guizhou, Hubei, Sichuan, Tibet i Yunnan) i al nord-est de l'Índia, als boscos muntanyencs mixtos mesofítics entre els 1100 i 3000 m.

## Taxonomia
Quercus gambleana va ser descrita per A.Camus i publicat a Bulletin de la Société Botanique de France 80(5–6): 354. 1933.
Etimologia
Quercus: nom genèric del llatí que designava igualment al roure i a l'alzina.
gambleana: epítet